# Erik Bruhn
Erik Belton Evers Bruhn (3 tháng 10 năm 1928 - 1 tháng 4 năm 1986) là một vũ công ba lê, biên đạo múa, giám đốc nghệ thuật, diễn viên, và là tác giả người Đan Mạch.

## Đời tư
Bruhn gặp Rudolf Nureyev, vũ công nổi tiếng người Nga, sau khi Nureyev đào tẩu sang phương Tây năm 1961. Nureyev là một người rất ngưỡng mộ Bruhn, đã xem các buổi biểu diễn được ghi hình của Dane trong chuyến lưu diễn ở Nga với Nhà hát Ballet Hoa Kỳ, mặc dù phong cách của hai vũ công rất khác nhau. Bruhn trở thành tình yêu lớn của cuộc đời Nureyev và hai người vẫn thân thiết trong 25 năm, cho đến khi Bruhn qua đời.

## Đánh giá chất lượng biểu diễn trên báo chí
- Danseur Noble Lưu trữ ngày 21 tháng 7 năm 2013 tại Wayback Machine. Time. ngày 5 tháng 5 năm 1961
- The High & the Mighty Lưu trữ ngày 24 tháng 8 năm 2013 tại Wayback Machine. Time. ngày 10 tháng 12 năm 1965
- Review of Giselle video (1969) Lưu trữ ngày 4 tháng 7 năm 2008 tại Wayback Machine
- Lady of the Still Point Lưu trữ ngày 26 tháng 8 năm 2013 tại Wayback Machine. Time. ngày 14 tháng 7 năm 1975
- Erik Bruhn's 'Syphide' at Ballet Theatre. The New York Times. ngày 26 tháng 5 năm 1983
- Erik Bruhn – Epitome of the Danseur Noble. The New York Times. ngày 13 tháng 4 năm 1986